# Stereo Love
Stereo Love is een single van Edward Maya uit 2009. Aan de single werkte ook zangeres Vika Jigulina mee. Het was de eerste hit van Edward Maya in Nederland, en het nummer behaalde in de negende week in de Nederlandse Top 40 de nummer 1-positie. Het is de enige nummer 1-hit in Nederland van Roemeense artiesten, eerder stond wel een Roemeenstalig nummer op 1 (Dragostea din tei), maar dit was van Moldavische makelij.
Het nummer werd opgenomen op de melodie van het nummer "Bayatılar" van de Azerbeidzjaanse componist Eldar Mansurov.
Het nummer werd verkozen tot Dancesmash op Radio 538.

## Hitnotering
| "Stereo Love" in de Nederlandse Top 40 - binnen: 26-09-2009 | "Stereo Love" in de Nederlandse Top 40 - binnen: 26-09-2009 | "Stereo Love" in de Nederlandse Top 40 - binnen: 26-09-2009 | "Stereo Love" in de Nederlandse Top 40 - binnen: 26-09-2009 | "Stereo Love" in de Nederlandse Top 40 - binnen: 26-09-2009 | "Stereo Love" in de Nederlandse Top 40 - binnen: 26-09-2009 | "Stereo Love" in de Nederlandse Top 40 - binnen: 26-09-2009 | "Stereo Love" in de Nederlandse Top 40 - binnen: 26-09-2009 | "Stereo Love" in de Nederlandse Top 40 - binnen: 26-09-2009 | "Stereo Love" in de Nederlandse Top 40 - binnen: 26-09-2009 | "Stereo Love" in de Nederlandse Top 40 - binnen: 26-09-2009 | "Stereo Love" in de Nederlandse Top 40 - binnen: 26-09-2009 | "Stereo Love" in de Nederlandse Top 40 - binnen: 26-09-2009 | "Stereo Love" in de Nederlandse Top 40 - binnen: 26-09-2009 | "Stereo Love" in de Nederlandse Top 40 - binnen: 26-09-2009 | "Stereo Love" in de Nederlandse Top 40 - binnen: 26-09-2009 | "Stereo Love" in de Nederlandse Top 40 - binnen: 26-09-2009 | "Stereo Love" in de Nederlandse Top 40 - binnen: 26-09-2009 | "Stereo Love" in de Nederlandse Top 40 - binnen: 26-09-2009 |
| Week                                                        | 1                                                           | 2                                                           | 3                                                           | 4                                                           | 5                                                           | 6                                                           | 7                                                           | 8                                                           | 9                                                           | 10                                                          | 11                                                          | 12                                                          | 13                                                          | 14                                                          | 15                                                          | 16                                                          | 17                                                          |                                                             |
| ----------------------------------------------------------- | ----------------------------------------------------------- | ----------------------------------------------------------- | ----------------------------------------------------------- | ----------------------------------------------------------- | ----------------------------------------------------------- | ----------------------------------------------------------- | ----------------------------------------------------------- | ----------------------------------------------------------- | ----------------------------------------------------------- | ----------------------------------------------------------- | ----------------------------------------------------------- | ----------------------------------------------------------- | ----------------------------------------------------------- | ----------------------------------------------------------- | ----------------------------------------------------------- | ----------------------------------------------------------- | ----------------------------------------------------------- | ----------------------------------------------------------- |
| Nummer                                                      | 28                                                          | 12                                                          | 7                                                           | 5                                                           | 6                                                           | 6                                                           | 3                                                           | 3                                                           | 1                                                           | 1                                                           | 2                                                           | 8                                                           | 9                                                           | 17                                                          | 21                                                          | 34                                                          | 39                                                          | uit                                                         |

| "Stereo Love" in de Nederlandse Single Top 100 - binnen: 19-09-2009 | "Stereo Love" in de Nederlandse Single Top 100 - binnen: 19-09-2009 | "Stereo Love" in de Nederlandse Single Top 100 - binnen: 19-09-2009 | "Stereo Love" in de Nederlandse Single Top 100 - binnen: 19-09-2009 | "Stereo Love" in de Nederlandse Single Top 100 - binnen: 19-09-2009 | "Stereo Love" in de Nederlandse Single Top 100 - binnen: 19-09-2009 | "Stereo Love" in de Nederlandse Single Top 100 - binnen: 19-09-2009 | "Stereo Love" in de Nederlandse Single Top 100 - binnen: 19-09-2009 | "Stereo Love" in de Nederlandse Single Top 100 - binnen: 19-09-2009 | "Stereo Love" in de Nederlandse Single Top 100 - binnen: 19-09-2009 | "Stereo Love" in de Nederlandse Single Top 100 - binnen: 19-09-2009 | "Stereo Love" in de Nederlandse Single Top 100 - binnen: 19-09-2009 | "Stereo Love" in de Nederlandse Single Top 100 - binnen: 19-09-2009 | "Stereo Love" in de Nederlandse Single Top 100 - binnen: 19-09-2009 | "Stereo Love" in de Nederlandse Single Top 100 - binnen: 19-09-2009 | "Stereo Love" in de Nederlandse Single Top 100 - binnen: 19-09-2009 | "Stereo Love" in de Nederlandse Single Top 100 - binnen: 19-09-2009 | "Stereo Love" in de Nederlandse Single Top 100 - binnen: 19-09-2009 | "Stereo Love" in de Nederlandse Single Top 100 - binnen: 19-09-2009 | "Stereo Love" in de Nederlandse Single Top 100 - binnen: 19-09-2009 | "Stereo Love" in de Nederlandse Single Top 100 - binnen: 19-09-2009 | "Stereo Love" in de Nederlandse Single Top 100 - binnen: 19-09-2009 |
| Week                                                                | 1                                                                   | 2                                                                   | 3                                                                   | 4                                                                   | 5                                                                   | 6                                                                   | 7                                                                   | 8                                                                   | 9                                                                   | 10                                                                  | 11                                                                  | 12                                                                  | 13                                                                  | 14                                                                  | 15                                                                  | 16                                                                  | 17                                                                  | 18                                                                  | 19                                                                  | 20                                                                  |                                                                     |
| ------------------------------------------------------------------- | ------------------------------------------------------------------- | ------------------------------------------------------------------- | ------------------------------------------------------------------- | ------------------------------------------------------------------- | ------------------------------------------------------------------- | ------------------------------------------------------------------- | ------------------------------------------------------------------- | ------------------------------------------------------------------- | ------------------------------------------------------------------- | ------------------------------------------------------------------- | ------------------------------------------------------------------- | ------------------------------------------------------------------- | ------------------------------------------------------------------- | ------------------------------------------------------------------- | ------------------------------------------------------------------- | ------------------------------------------------------------------- | ------------------------------------------------------------------- | ------------------------------------------------------------------- | ------------------------------------------------------------------- | ------------------------------------------------------------------- | ------------------------------------------------------------------- |
| Nummer                                                              | 16                                                                  | 13                                                                  | 13                                                                  | 14                                                                  | 11                                                                  | 5                                                                   | 5                                                                   | 6                                                                   | 14                                                                  | 11                                                                  | 15                                                                  | 15                                                                  | 24                                                                  | 46                                                                  | 58                                                                  | 43                                                                  | 30                                                                  | 38                                                                  | 49                                                                  | 83                                                                  | uit                                                                 |

| "Stereo Love" in de Vlaamse Ultratop 50 - binnen: 21-11-2009 | "Stereo Love" in de Vlaamse Ultratop 50 - binnen: 21-11-2009 | "Stereo Love" in de Vlaamse Ultratop 50 - binnen: 21-11-2009 | "Stereo Love" in de Vlaamse Ultratop 50 - binnen: 21-11-2009 | "Stereo Love" in de Vlaamse Ultratop 50 - binnen: 21-11-2009 | "Stereo Love" in de Vlaamse Ultratop 50 - binnen: 21-11-2009 | "Stereo Love" in de Vlaamse Ultratop 50 - binnen: 21-11-2009 | "Stereo Love" in de Vlaamse Ultratop 50 - binnen: 21-11-2009 | "Stereo Love" in de Vlaamse Ultratop 50 - binnen: 21-11-2009 | "Stereo Love" in de Vlaamse Ultratop 50 - binnen: 21-11-2009 | "Stereo Love" in de Vlaamse Ultratop 50 - binnen: 21-11-2009 | "Stereo Love" in de Vlaamse Ultratop 50 - binnen: 21-11-2009 | "Stereo Love" in de Vlaamse Ultratop 50 - binnen: 21-11-2009 | "Stereo Love" in de Vlaamse Ultratop 50 - binnen: 21-11-2009 | "Stereo Love" in de Vlaamse Ultratop 50 - binnen: 21-11-2009 | "Stereo Love" in de Vlaamse Ultratop 50 - binnen: 21-11-2009 | "Stereo Love" in de Vlaamse Ultratop 50 - binnen: 21-11-2009 | "Stereo Love" in de Vlaamse Ultratop 50 - binnen: 21-11-2009 | "Stereo Love" in de Vlaamse Ultratop 50 - binnen: 21-11-2009 | "Stereo Love" in de Vlaamse Ultratop 50 - binnen: 21-11-2009 | "Stereo Love" in de Vlaamse Ultratop 50 - binnen: 21-11-2009 | "Stereo Love" in de Vlaamse Ultratop 50 - binnen: 21-11-2009 | "Stereo Love" in de Vlaamse Ultratop 50 - binnen: 21-11-2009 | "Stereo Love" in de Vlaamse Ultratop 50 - binnen: 21-11-2009 | "Stereo Love" in de Vlaamse Ultratop 50 - binnen: 21-11-2009 | "Stereo Love" in de Vlaamse Ultratop 50 - binnen: 21-11-2009 | "Stereo Love" in de Vlaamse Ultratop 50 - binnen: 21-11-2009 |
| Week                                                         | 1                                                            | 2                                                            | 3                                                            | 4                                                            | 5                                                            | 6                                                            | 7                                                            | 8                                                            | 9                                                            | 10                                                           | 11                                                           | 12                                                           | 13                                                           | 14                                                           | 15                                                           | 16                                                           | 17                                                           | 18                                                           | 19                                                           | 20                                                           | 21                                                           | 22                                                           | 23                                                           | 24                                                           | 25                                                           |                                                              |
| ------------------------------------------------------------ | ------------------------------------------------------------ | ------------------------------------------------------------ | ------------------------------------------------------------ | ------------------------------------------------------------ | ------------------------------------------------------------ | ------------------------------------------------------------ | ------------------------------------------------------------ | ------------------------------------------------------------ | ------------------------------------------------------------ | ------------------------------------------------------------ | ------------------------------------------------------------ | ------------------------------------------------------------ | ------------------------------------------------------------ | ------------------------------------------------------------ | ------------------------------------------------------------ | ------------------------------------------------------------ | ------------------------------------------------------------ | ------------------------------------------------------------ | ------------------------------------------------------------ | ------------------------------------------------------------ | ------------------------------------------------------------ | ------------------------------------------------------------ | ------------------------------------------------------------ | ------------------------------------------------------------ | ------------------------------------------------------------ | ------------------------------------------------------------ |
| Nummer                                                       | 29                                                           | 22                                                           | 29                                                           | 39                                                           | 34                                                           | 23                                                           | 22                                                           | 22                                                           | 12                                                           | 8                                                            | 9                                                            | 9                                                            | 7                                                            | 9                                                            | 9                                                            | 9                                                            | 10                                                           | 14                                                           | 16                                                           | 27                                                           | 38                                                           | 39                                                           | 42                                                           | 49                                                           | 46                                                           | uit                                                          |